# Unterseeboot 277
Le Unterseeboot 277 (ou U-277) est un sous-marin allemand (U-Boot) de type VII.C utilisé par la Kriegsmarine (marine de guerre allemande) pendant la Seconde Guerre mondiale.

## Historique
Mis en service le 21 décembre 1942, l'Unterseeboot 277 suit son temps d'entraînement initial à Danzig au sein de la 8. Unterseebootsflottille jusqu'au 31 mai 1943, puis l'U-277 rejoint son unité de combat à la base sous-marine de Saint-Nazaire avec la 6. Unterseebootsflottille. À partir du 1er novembre 1943, l'U-277 intègre la 13. Unterseebootsflottille à Trondheim
L'Unterseeboot 277 effectue dix patrouilles dans lesquelles il n'a ni coulé, ni endommagé de navire ennemi au cours des 206 jours en mer.
Il réalise sa première patrouille, quittant le port de Bergen le 29 juin 1943 sous les ordres de l'Oberleutnant zur See Robert Lübsen. Après 50 jours en mer, il rejoint Hammerfest qu'il atteint le 17 août 1943.
Au cours de sa quatrième patrouille, le Commandant de l'U-271, l'Oberleutnant zur See Robert Lübsen est promu au grade de Kapitänleutnant le 1er janvier 1944.
L'U-270 quitte pour sa sixième patrouille le port d'Hammerfest le 11 avril 1944 sous les ordres du Kapitänleutnant Robert Lübsen. Après 21 jours en mer, l'U-277 est coulé le 1er mai 1944 dans l'Océan Arctique au sud-ouest de l'Île aux Ours à la position géographique de 73° 24′ N, 15° 32′ E par des charges de profondeur lancées d'un avion torpilleur Fairey Swordfish britannique (RAF Squadron 842/C) venant du porte-avions d'escorte britannique HMS Fencer. 
Les cinquante membres d'équipage meurent dans cette attaque.

## Affectations successives
- 8. Unterseebootsflottille à Danzig du 21 décembre 1942 au 31 mai 1943 (entrainement)
- 6. Unterseebootsflottille à Saint-Nazaire du 1er juin au 31 octobre 1943 (service actif)
- 13. Unterseebootsflottille à Trondheim du 1er novembre 1943 au 1er mai 1944 (service actif)

## Commandement
- Oberleutnant zur See puis Kapitänleutnant Robert Lübsen du 21 décembre 1942 au 1er mai 1944

## Patrouilles
|       | Commandant           | Départ           | Départ     | Arrivée          | Arrivée    | Jours     | Succès |
| ----- | -------------------- | ---------------- | ---------- | ---------------- | ---------- | --------- | ------ |
|       | Oblt. Robert Lübsen  | 22 juin 1943     | Kiel       | 27 juin 1943     | Bergen     | 6 jours   |        |
| 1     | Oblt. Robert Lübsen  | 29 juin 1943     | Bergen     | 17 août 1943     | Hammerfest | 50 jours  |        |
| 2     | Oblt. Robert Lübsen  | 29 août 1943     | Hammerfest | 10 octobre 1943  | Narvik     | 43 jours  |        |
|       | Oblt. Robert Lübsen  | 30 octobre 1943  | Narvik     | 31 octobre 1943  | Hammerfest | 2 jours   |        |
|       | Oblt. Robert Lübsen  | 8 novembre 1943  | Hammerfest | 9 novembre 1943  | Narvik     | 2 jours   |        |
| 3     | Oblt. Robert Lübsen  | 12 novembre 1943 | Narvik     | 22 décembre 1943 | Hammerfest | 41 jours  |        |
| 4     | Oblt. Robert Lübsen  | 23 décembre 1943 | Hammerfest | 6 janvier 1944   | Hammerfest | 15 jours  |        |
|       | Kptlt. Robert Lübsen | 8 janvier 1944   | Hammerfest | 10 janvier 1944  | Narvik     | 3 jours   |        |
|       | Kptlt. Robert Lübsen | 12 janvier 1944  | Narvik     | 14 janvier 1944  | Trondheim  | 3 jours   |        |
|       | Kptlt. Robert Lübsen | 16 janvier 1944  | Trondheim  | 18 janvier 1944  | Bergen     | 3 jours   |        |
|       | Kptlt. Robert Lübsen | 20 mars 1944     | Bergen     | 23 mars 1944     | Narvik     | 4 jours   |        |
| 5     | Kptlt. Robert Lübsen | 25 mars 1944     | Narvik     | 6 avril 1944     | Hammerfest | 13 jours  |        |
| 6     | Kptlt. Robert Lübsen | 11 avril 1944    | Hammerfest | 1er mai 1944     | Coulé      | 21 jours  |        |
| Total | Total                | Total            | Total      | Total            | Total      | 206 jours | 0 t    |

Note : Oblt. = Oberleutnant zur See - Kptlt. = Kapitänleutnant

### Opérations Wolfpack
L'U-277 a opéré avec les Wolfpacks (meute de loups) durant sa carrière opérationnelle:
1. Monsun (30 août 1943 - 7 octobre 1943)
2. Monsun (17 novembre 1943 - 23 novembre 1943)
3. Eisenbart (23 novembre 1943 - 21 décembre 1943)
4. Blitz (25 mars 1944 - 4 avril 1944)
5. Donner (11 avril 1944 - 20 avril 1944)
6. Donner & Keil (20 avril 1944 - 1er mai 1944)

## Navires coulés
L'Unterseeboot 277 n'a ni coulé, ni endommagé de navire ennemi au cours de ses six patrouilles (183 jours en mer) qu'il effectua.

### Source et bibliographie
- (en) Cet article est partiellement ou en totalité issu de l’article de Wikipédia en anglais intitulé « German submarine U-277 » (voir la liste des auteurs).
- Chris Bishop, historien militaire (trad. de l'anglais par Christian Muguet), Les sous-marins de la Kriegsmarine : 1939-1945 : le guide d'identification des sous-marins [« The spellmount submarine identification guide : Kriegsmarine U-boats 1939-1945 »], Paris, Éd. de Lodi, 2008, 192 p. (ISBN 978-2-84690-327-1, OCLC 470721805, BNF 41298980)